# 圣埃莱娜-邦德维尔
圣埃莱娜-邦德维尔（法語：Sainte-Hélène-Bondeville，法語發音：[sɛ̃t elɛn bɔ̃dvil]）是法国滨海塞纳省的一个市镇，属于勒阿弗尔区。该市镇于1826年由原市镇圣埃莱娜（Sainte-Hélène）和邦德维尔（Bondeville）合并而成。

## 地理
圣埃莱娜-邦德维尔（49°46'28"N, 0°27'33"E）面积6.82 平方千米，位于法国诺曼底大区滨海塞纳省，该省份为法国北部沿海省份，其西部及北部濒大西洋英吉利海峡，东起顺时针与索姆省、瓦兹省、厄尔省和卡爾瓦多斯省接壤。
与圣埃莱娜-邦德维尔接壤的市镇（或旧市镇、城区）包括：昂热维尔-拉马尔泰勒、科勒维尔、滨海埃克雷特维尔、塞讷维尔叙费康。
圣埃莱娜-邦德维尔的时区为UTC+01:00、UTC+02:00（夏令时）。

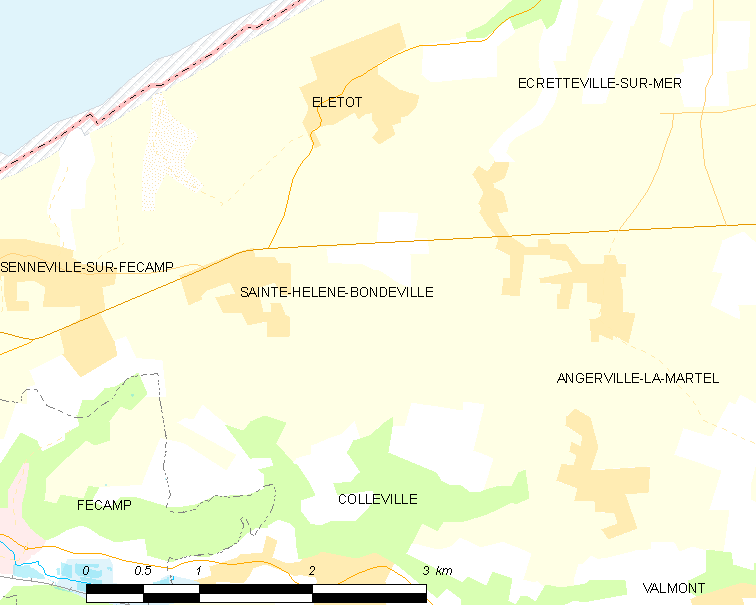
圣埃莱娜-邦德维尔的OSM定位图

## 行政
圣埃莱娜-邦德维尔的邮政编码为76400，INSEE市镇编码为76587。

## 政治
圣埃莱娜-邦德维尔所属的省级选区为费康县。

## 人口

1962-2008年间圣埃莱娜-邦德维尔人口变化图示

圣埃莱娜-邦德维尔于2022年1月1日时的人口数量为698人。